# تسريرت (تاسريرت)
تسريرت هي إحدى مشيخات المملكة المغربية، تتبع جغرافيا لإقليم تيزنيت وإداريًا لتاسريرت. يقدر عدد سكانها بـ 1824 نسمة حسب الإحصاء الرسمي للسكان والسكنى لسنة 2004.